# William T. Cope

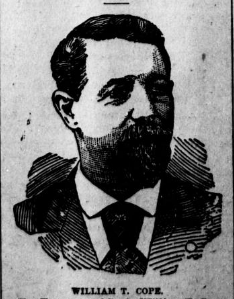
William T. Cope

William Taylor Cope (* 25. Dezember 1836 im Columbiana County, Ohio; † 26. November 1902 in Columbus, Ohio) war ein US-amerikanischer Offizier und Politiker (Republikanische Partei). Er war von 1892 bis 1896 Treasurer of State von Ohio.

## Werdegang
William Taylor Cope wurde mehrere Monate vor dem Beginn der Wirtschaftskrise von 1837 im Columbiana County geboren. Über seine Jugendjahre ist nichts bekannt. In seinen frühen Jahren war er als Kohlespekulant oder Händler tätig. Während des Bürgerkrieges diente er als Captain in der 143. Volunteer Infantry. Cope wurde 1885 in das Repräsentantenhaus von Ohio gewählt und 1887 wiedergewählt. Er saß in der 67. und 68. General Assembly. Dann zog er nach Cleveland (Ohio), wo er als Kohlegroßhändler tätig war. Cope wurde 1891 zum Treasurer of State gewählt und 1893 wiedergewählt. Später arbeitete er in einer Bank in Columbus. Er starb 1902 in Columbus und wurde dann dort auf dem Green Lawn Cemetery beigesetzt.